# Sistema Integral del Tren Ligero
El Sistema Integral de Tren Ligero (SITREN) (anteriormente PreTren) es el servicio de autobuses semi-articulados que prestan servicio como alimentadores del Sistema de Tren Eléctrico Urbano en Jalisco, México. Dio inicio a sus operaciones el 5 de enero de 2007. Sirve a los municipios de Guadalajara, Zapopan y Tonalá.

## Historia

### Sistema Auxiliar de Enlace
La historia de los autobuses alimentadores al tren ligero comienza con un proyecto denominado Sistema Auxiliar de Enlace (SAE). El 1 de febrero de 1995. SITEUR presentó un proyecto encaminado a incrementar la captación de usuarios. Basándose en las experiencias de otros sistemas de transporte en el mundo, se contemplaba integrar rutas alimentadoras que se repartirían entre las dos líneas de tren existentes. Las rutas serían colocadas de manera estratégica y con base en estudios sobre las zonas de mayor afluencia de pasajeros.
Se propusieron 8 rutas, las cuales eran: Dermatológico - Los Belenes (Auditorio Telmex), Tesoro - Las Águilas (López Mateos Sur), 18 de Marzo - Zona Industrial, Oblatos - CUCEI, San Andrés - Circunvalación Oblatos, San Jacinto - Pila Seca (Tlaquepaque), La Aurora - Beatriz Hernández y Tetlán - Central Nueva.
El 29 de enero de 1996 el sistema entró en operaciones con 7 de las 8 rutas propuestas —la ruta 18 de Marzo - Zona Industrial fue pospuesta debido a problemas técnicos—. El transbordo desde el tren hacia los autobuses y viceversa era gratuito. La velocidad promedio de los autobuses era de 18 km/h (11 mph), y su frecuencia era de aproximadamente 10 minutos. Las rutas eran cubiertas por 22 autobuses + 5 de reserva. El servicio era operado de manera coordinada entre SITEUR y la paraestatal Servicios y Transportes (SyT).
El servicio fue detenido temporalmente el 28 de noviembre de 1998, justificándose en la falta de unidades y choferes, así como la baja demanda. Sin embargo, el servicio nunca fue puesto nuevamente en circulación.

### Pre-Tren

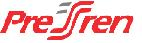
Logo del Pre-Tren

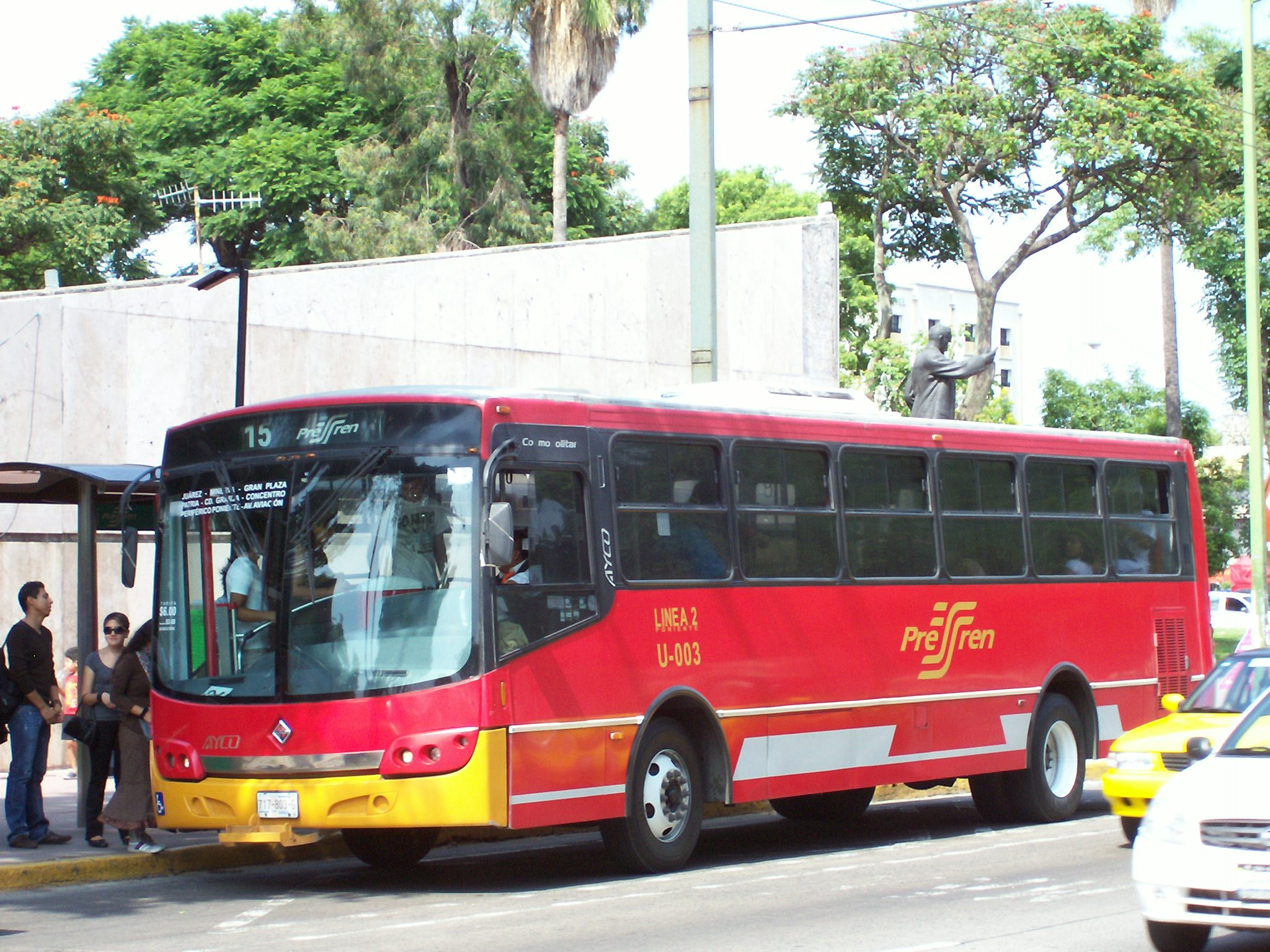
Unidad 15 de la línea 1 del Pre-Tren sobre Vallarta

El 5 de enero de 2007 dieron inicio las operaciones del entonces llamado PreTren que comunica el centro de la ciudad con la zona poniente de Zapopan. El recorrido inicia en la estación Juárez de la Línea 2 y llega hasta la Terminal de autobuses de Zapopan.
La ruta arranca en Av. Juárez y Calzada del Federalismo, continuando por toda la Av. Vallarta hasta el Anillo Periférico. De regreso recorre Av. Vallarta hasta la Glorieta Minerva, tomando Av. López Mateos Norte, Av. Hidalgo y finalmente Calzada del Federalismo para iniciar el recorrido nuevamente.
Cuenta con un servicio especial en domingos, ya que la Vía RecreActiva obstruye el paso de la ruta en una sección, por lo que para evitar suspender el servicio se circula por una vía alterna.

### SiTren
El 29 de enero de 2015, el entonces gobernador de Jalisco, Aristóteles Sandoval, anunció una ampliación del sistema alimentador del tren eléctrico, ahora bajo el nombre de SITREN, acrónimo de Sistema Integral del Tren Ligero.
La recién creada línea 2 del SITREN inició operaciones el 3 de febrero de 2015. Esta línea se desarrolló para el municipio de Tonalá, dando servicio a las colonias de Zalatitán, Basilio Vadillo, Bosques de Tonalá y Educadores. Su derrotero inicia en la estación Tetlán de la línea 2 del tren eléctrico, y continúa por las avenidas María Reyes, Juárez (Zalatitán), Gigantes, Ruperto García del Alba, Juan Gil Preciado (Tonalá), Encino, Juan de Dios Robledo, De los Maestros, Tonaltecas y finaliza en la calle Emiliano Zapata a la altura de la Glorieta a la Artesanía Tonalteca, retornando por la calle Zaragoza para regresar hacia Tetlán. Esta línea fue de gran importancia puesto que Tonalá padece un fuerte rezago en cuanto a transporte público y la calidad de sus calles y avenidas es paupérrima.
La línea 3 arrancó operaciones el 2 de febrero del 2016, sustituyendo a la antigua ruta 400 del trolebús, ahora en manos de SITEUR. Sigue el mismo recorrido de 34 km que tenía la ruta original, desde la calle Felipe Ángeles hasta la cercanía de la glorieta Minerva. Cuenta con 54 paradas.
Es importante mencionar que para esta línea solo se adquirieron trolebuses modernos con la capacidad de desconectarse de las catenarias en caso de descompostura o incidentes en las vialidades para no obstruir la ruta. Se compraron 25 unidades, de las cuales inicialmente 5 contaban con máquinas de recarga para tarjeta.
El 26 de noviembre de 2018, se amplió el sistema con la adición de la línea 4 del SITREN, con inicio en Zapopan Centro y destino en Valle de los Molinos. Esta línea surge con la idea de alimentar a la línea 3 del tren eléctrico, entonces aún en construcción.
El 15 de octubre se firmó un convenio con el que se crea una extensión de la línea 1, denominada línea 1-B. Esta extensión surge debido a la necesidad de transporte de los estudiantes del Centro Universitario de Ciencias Biológicas y Agropecuarias. La ruta resuelve una problemática de 40 años, ya que el transporte público desde y hacia el centro universitario siempre ha sido deficiente. Además, esta ruta benefició a los trabajadores de El Bajío, zona por la cual circula esta línea.

## Servicio

### Flota
En la línea 1 se presta servicio en 27 estaciones (más ocho los domingos en su vía alterna) con 27 unidades, de las cuales 3 cuentan con acceso para sillas de ruedas. Su horario es de 5:00 a. m. a 11:00 p. m.. En la línea 1-B se presta servicio con 7 unidades, 2 con acceso para sillas de ruedas. En la línea 2 se presta el servicio con 22 unidades, 3 con acceso para sillas de ruedas. En la línea 3 se presta el servicio con 25 trolebuses, todos con acceso para sillas de ruedas. En la línea 4 se presta el servicio con 33 unidades, 6 con acceso para sillas de ruedas.

### Sistema de pago
La tarifa oficial vigente es de $9.50. El pago se realiza mediante efectivo depositando la cantidad exacta en las alcancías al ingreso de las unidades, o colocando la tarjeta inteligente Mi Movilidad en el lector de tarjetas. Si se realizan transferencias desde o hacia el tren eléctrico, se cobra solo la mitad del pasaje ($4.75). Anteriormente, existía una tarjeta de viajero frecuente de SITEUR que podía adquirirse en las instalaciones del tren, así como en diversos comercios y servicios ubicados a lo largo del corredor Vallarta. Su función era esencialmente la misma a la tarjeta Mi Movilidad, aunque solamente podía utilizarse en el tren y en las unidades del SITREN. Esta fue reemplazada por la tarjeta Mi Movilidad, la cual puede utilizarse en todo el sistema de transporte del área metropolitana de Guadalajara.

## Características

### Sistema de monitoreo
Este sistema implementa tecnología de punta que permite monitorizar detalladamente la calidad del servicio que se presta en cada viaje mediante telemetría de operación del autobús. Se hace un especial énfasis en la telemetría de conducción, como grados de aceleración, frenado, tiempo de recorrido, salidas y llegadas puntuales a las terminales.

### Apoyo a la ecología
El SITREN ayuda en la reducción de contaminantes que se vierten en el medio ambiente, garantizando el uso eficiente del combustible. Esto dado que todos los autobuses cumplen con la norma ecológica EPA 98, además de que su transmisión es automática y no manual. Además, debido a su sistema de paradas predefinidas, el autobús realiza menos arranques, generando menor contaminación.

## Planes de ampliación
En 2018, un candidato a la alcaldía de Tlajomulco, propuso la creación de las Líneas 4 y 5 del SITREN, con rumbo a Tlajomulco de Zúñiga. Al no ser electo, la propuesta no pasó de una propuesta de campaña.

## Operación
De acuerdo con datos del INEGI, las primeras dos líneas operaron con 38 unidades entre semana y 25 los sábados y domingos. En 2017 las unidades recorrieron 2,096,255 kilómetros, es decir, un promedio de 175 mil kilómetros por mes; y ese año transportaron a 4,901,737 personas (de las cuales 34,608 fueron por cortesía), 408,478 por mes en promedio.
| Año  | Kilómetros recorridos | Pasajeros |
| ---- | --------------------- | --------- |
| 2013 | 910,743               | 1,924,589 |
| 2014 | 679,059               | 1,512,176 |
| 2015 | 1,837,232             | 3,498,342 |
| 2016 | 2,232,396             | 4,960,609 |
| 2017 | 2,096,255             | 4,901,737 |

No se incluye a la línea 3, ya que se cuenta de forma separada por el INEGI al considerarlo un tipo de transporte eléctrico, al igual que al tren.

## Líneas
Líneas del SITREN
| Línea                    | Color      | Recorrido                            | Apertura                | Longitud | Número de Paradas | Ramales | Número de Paradas en el ramal(es) |
| ------------------------ | ---------- | ------------------------------------ | ----------------------- | -------- | ----------------- | ------- | --------------------------------- |
| Línea 1                  | Verde      | Juárez- Aviación                     | 5 de enero de 2007      | 26.5 km  | 51                | 1       | 8                                 |
| Línea 1-B                |            | Aviación- La Primavera/CUCBA         | 11 de octubre de 2018   | 28 km    | 30                | 1       |                                   |
| Línea 2                  | Rojo       | Tetlán- Tonalá                       | 3 de febrero de 2015    | 18 km    | 44                | 0       | 0                                 |
| Línea 3 (Antes Ruta 400) | Azul claro | Arcos- Felipe Ángeles                | 31 de enero de 2016     | 18 km    | 55                | 1       | 7                                 |
| Línea 4                  |            | Zapopan Centro- Valle de los Molinos | 23 de noviembre de 2018 | 38 km    | 72                | 1       | 17                                |

### Línea 1

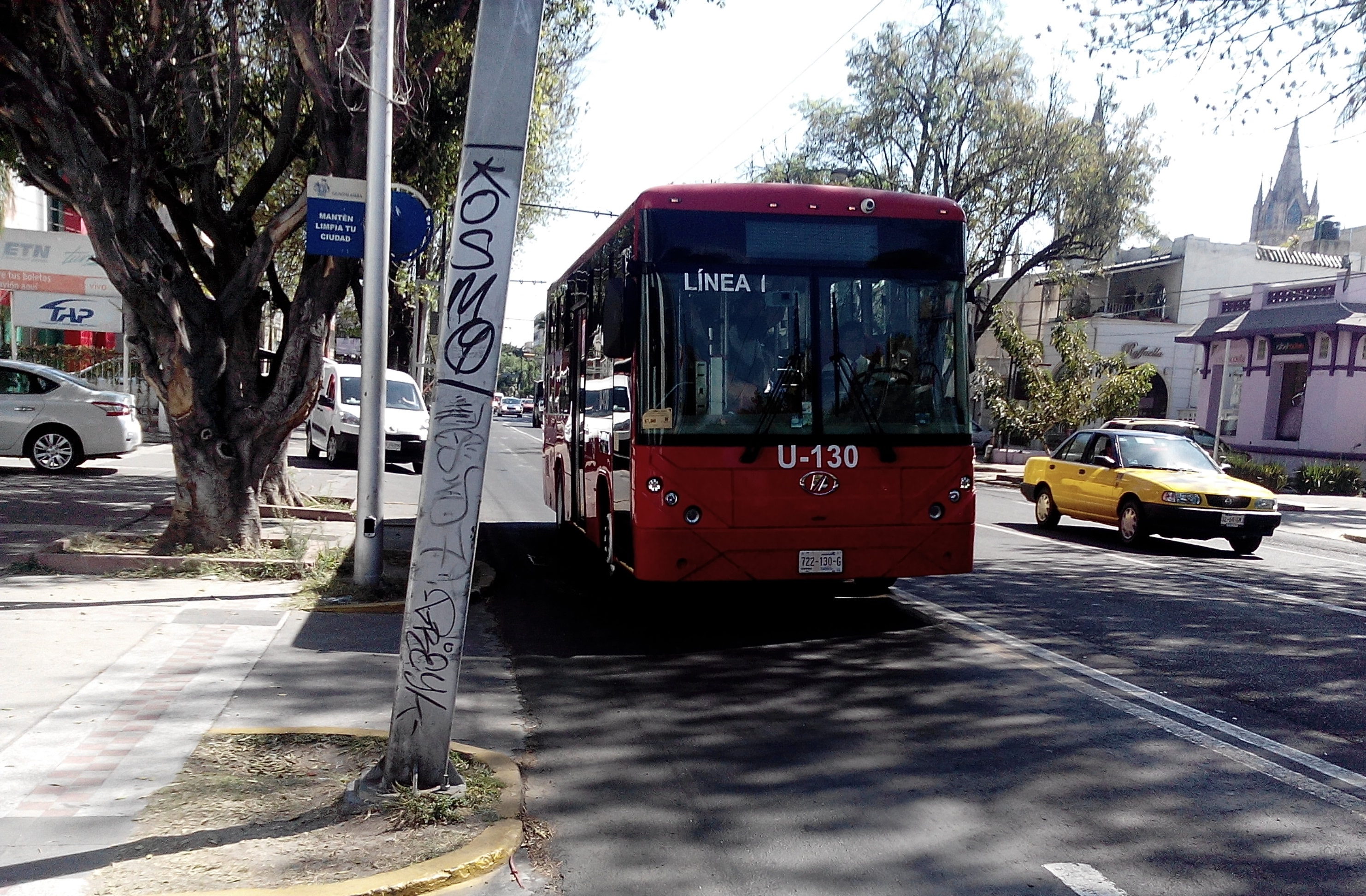
Autobús de la Línea 1

| Estaciones de la Línea 1 Poniente Regreso |  |
| --- |  |
| Aviación Carretera Nogales Periférico Poniente Concentro Funeral Colonias Los Pirules Ciudad Granja Jocotan Sta. María del Pueblito Plaza Galerías Velázquez Patria Poniente Los Cubos Cámara de Comercio Gran Plaza Exi-Moda Juan Palomar y Arias La Minerva Adolfo López Mateos Victoriano Salado Álvarez Club de Industriales Américas Chapultepec General Coronado Gregorio Davila Federalismo Juárez |  |

| Estaciones de la Línea 1 Poniente Vía Alterna (Vía Recreativa)                                                       |  |
| --- |  |
| Federalismo U. de G. General Coronado Chapultepec Américas Club de Industriales Victoriano Salado Álvarez La Minerva |  |

### Línea 1-B
| Estaciones de la Línea 1-B Salida |  |
| --- |  |
| Aviación Bimbo Daosa La Moderna Bosques Vallarta Techonology Park 1 Technology Park 2 Gasolinera Technology Park Entronque CUCBA Jilgueros CUCBA |  |

| Estaciones de la Línea 1-B Regreso |  |
| --- |  |
| CUCBA Jilgueros Ramón Padilla Puente Pinar de la Venta Crucero Nextipac Venta del Astillero Ejido La Primavera Belenes Manuel García Allende Pinar de la Venta 1 Pinar de la Venta 2 Diana Parque de los Contenedores West Plaza Park Technology Park Rancho Contento Progreso Jiménez Autocamiones Aviación |  |

### Línea 2

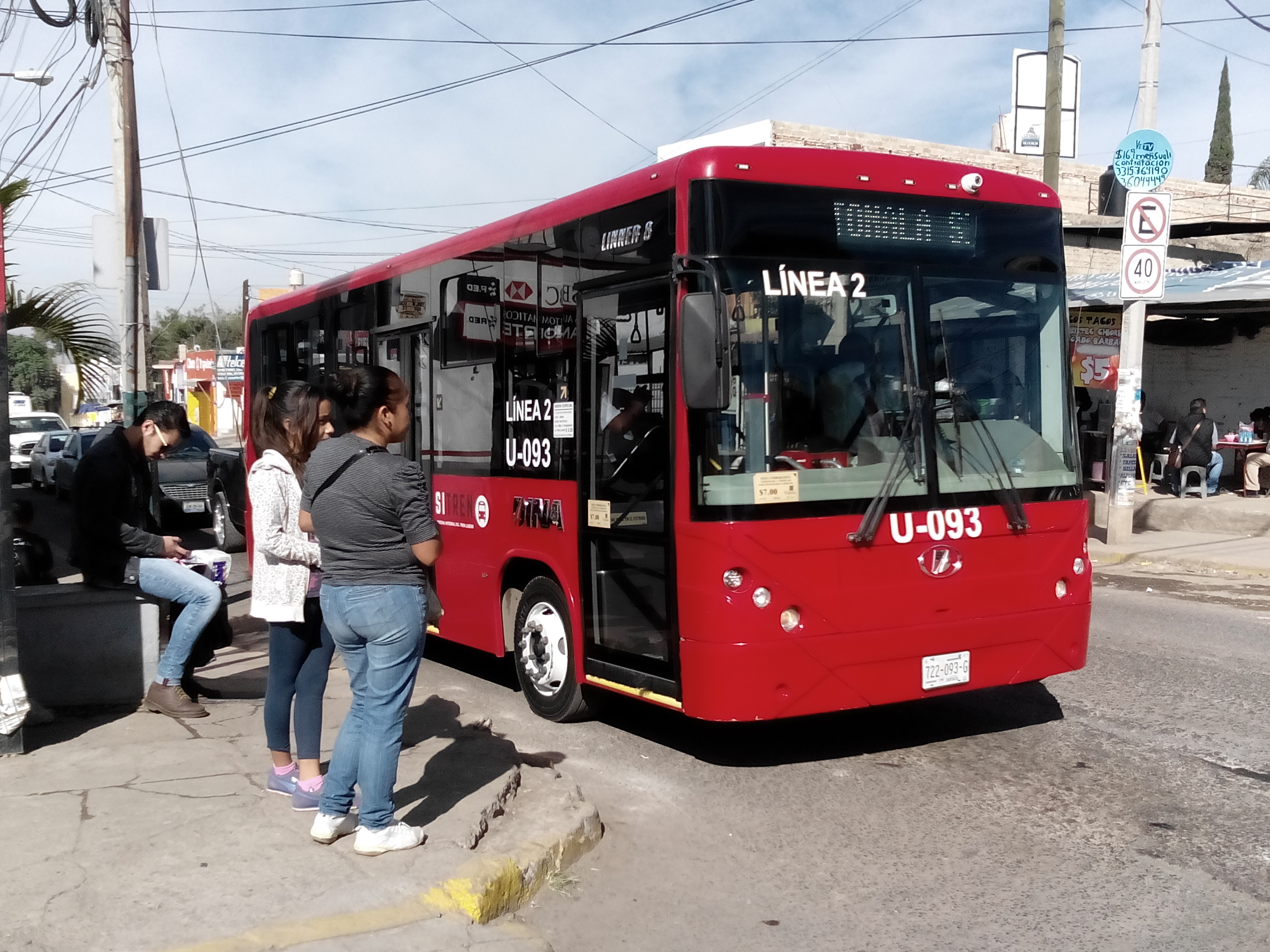
Autobús de la Línea 2

| Estaciones de la Línea 2 Oriente Salida |  |
| --- |  |
| Tetlán Solidaridad González Ortega La Pila Zalatitán Motolinía Loma del Norte Chapuchina Campos Vida Misión San Francisco Antonio Caso Basilio Vadillo Loma Bonita Ciprés Industria Insurgentes Cruz Bernabé Educadores Loma Ahuisculco El Zapote Academia de Policía Tonalá Alfarería |  |

| Estaciones de la Línea 2 Oriente Regreso |  |
| --- |  |
| Alfarería Tonalá Academia de Policía El Zapote Loma Ahuisculco Educadores Cruz Bernabé Insurgentes Industria Ciprés Loma Bonita Basilio Vadillo Antonio Caso Misión San Francisco Campos Vida Loma del Norte Motolinía Zalatitán La Pila González Ortega Solidaridad Tetlán |  |

### Línea 3 (Trolebús)

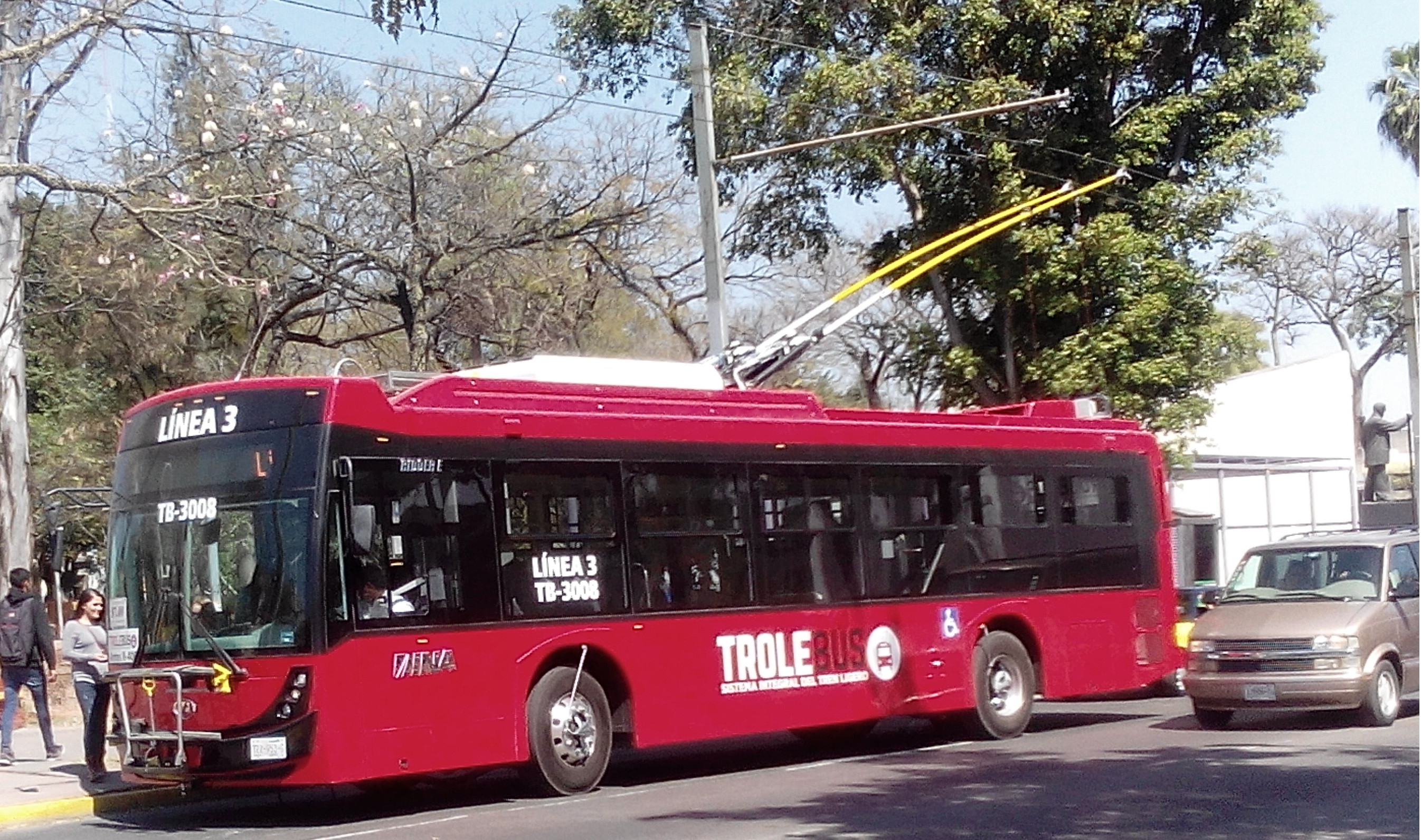
Trolebús de la Línea 3

| Estaciones de la Línea 3 Trolebús Salida |  |
| --- |  |
| Arcos Morelos Salado Álvarez Francisco Rojas Aurelio L. Gallardo Américas Escuela Militar Chapultepec General Coronado Gregorio Dávila Juan N. Cumplido Federalismo Jesús María La Merced Degollado Independencia Cabañas Mariano Jiménez Ugarte Loyola Aquiles Serdán Mercado del Mar Pedro C. Negrete José María Gómez Rita Pérez de Moreno San Juan Bosco Rivas Guillén Francisco Villa Felipe Ángeles |  |

| Estaciones de la Línea 3 Trolebús Regreso |  |
| --- |  |
| Felipe Ángeles Industria Francisco Villa Damián Carmona San Juan Bosco Rita Pérez de Moreno Ramón Blancarte Porfirio Díaz Román Morales Aquiles Serdán San Martín Juan Díaz Covarrubias Cabañas Independencia Poder Judicial Rotonda Mercado Corona Capuchinas Templo del Carmen Juárez Paraninfo Argentina Consulado Chapultepec Américas Club de Industriales Centro Magno Arcos |  |

### Línea 4
| Estaciones de la Línea 4 Salida |  |
| --- |  |
| Basílica Morelos Industria Prol. Laureles Mercado del Mar El Vigía Del Pial La Carreta Terraza Belenes Anillo Periférico Arco del Triunfo Arco de la Estrella La Cima Dr. Ángel Leaño Santa Mónica Del Tigre Eco Park El Zapote Guadalajara Atotonilco Base Aérea Alamitos Miguel Alemán Valle Imperial La Cardona Granados Las Magnolias Calandrias Crucero Colotlán Puerta del Llano Camino Copalita Amaranto Amaranto 1 Capistrano Los Molinos 25 de Mayo Ejido Copalita Albaterra Valle de los Molinos Valentín Vidrio Valle de Zapopan Valle de la Luna Valle de Ameca Valle de Atemajac Valle de Zapotlán Valle de Miranda |  |

| Estaciones de la Línea 4 Regreso |  |
| --- |  |
| Valle de Miranda Valle de Zapotlán Valle de Atemajac Valle de Ameca Valle de la Luna Valle de Zapopan Valle de Copala Valle de los Molinos Albaterra Hacienda Santa Cruz 25 de Mayo Los Molinos Palermo Alhambra Camino Copalita Puerta del Llano Crucero Colotlán Calandrias Las Magnolias Granados La Cardona Valle Imperial Tercera Oriente Quinta Oriente Base Área Guadalajara Eco Park Av. Federalistas Los Robles Santa Mónica Dr. Ángel Leaño Arco de la Estrella Arco del Triunfo Anillo Periférico Plata Emilio Carranza Anahuác López Cotilla Panteón Municipal Zapopan Sarcófago Juan Manuel Benito Juárez Basílica |  |